# マルセル・ダリオ
マルセル・ブノワ・ダリオ（Marcel Benoit Dalio、1900年7月17日 - 1983年11月18日）は、フランスの俳優。フランスとハリウッドの両方で成功を収めた数少ない性格俳優で知られ、表情豊かな彼の顔はヨーロッパ中で親しまれた。「ダリオ」のみでクレジットされることもある。

## 略歴
パリ出身。両親はともにルーマニアからの移民。パリ国立高等音楽・舞踊学校で学び1920年代から舞台に出演。1933年に映画デビューし、『望郷』や『大いなる幻影』で注目されるようになる。
1940年6月、侵略するドイツ軍を前にユダヤ人であったことから当時の妻であるマデリーン・ルボーとパリを離れ、アメリカ合衆国に入国。英語は得意でなかったが、ハリウッドに到着してからシャルル・ボワイエやルネ・クレールなどに面倒を見てもらい、『カサブランカ』などアメリカ映画にも出演すようになる。
戦後はパリに戻るがアメリカ映画で引き続き活躍。1970年代後半までフランス映画にも出演し続けた。
1983年11月18日に死去。83歳没。

## 主な出演作品
- 楽聖ベートーヴェン（1936年）
- 望郷（1937年）
- 大いなる幻影（1937年）
- 俳優入門（1938年）
- 美しき争ひ（1938年）
- ゲームの規則（1939年）
- あらし（1940年）
- カサブランカ（1942年）
- カレー大空襲（1943年）
- 永遠の処女（1943年）
- 聖処女（1943年）
- アラブの陰謀（1944年）
- アダノの鐘（1945年）
- 海の牙（1946年）
- 誘惑の港（1947年）
- デデという娼婦（1947年）
- マルセイユの一夜（1948年）
- 火の接吻（1949年）
- 娼婦マヤ（1949年）
- モンテカルロへ行こう（1951年）
- 南仏夜話・夫(ハズ)は僞者（1951年）
- キリマンジャロの雪（1952年）
- メリイ・ウィドウ（1952年）
- 熱砂の大脱走（1953年）
- 紳士は金髪がお好き（1953年）
- 麗しのサブリナ（1954年）
- 過去をもつ愛情（1954年）
- 筋金を入れろ（1955年）
- 陽はまた昇る（1957年）
- チャイナ・ゲイト（1957年）
- 壮烈！外人部隊（1958年）
- 休暇はパリで（1958年）
- 断絶の嵐（1959年）
- 夜を楽しく（1959年）
- カンカン（1960年）
- わが恋は終りぬ（1960年）
- 墓場なき野郎ども（1960年）
- 四時の悪魔（1961年）
- 大盗賊（1961年）
- すてきなジェシカ（1962年）
- フランス式十戒（1962年）
- ドノバン珊瑚礁（1963年）
- 秘密殺人計画書（1963年）
- ピストン野郎（1964年）
- レディL（1965年）
- メイド・イン・パリ（1965年）
- ダイヤモンドに手を出すな（1965年）
- おしゃれ泥棒（1966年）
- 25時（1967年）
- 愛すべき女・女たち（1967年）
- 水色のビキニのマドモアゼル（1968年）
- アレキサンドリア物語（1969年）
- ボクサー（1970年）
- キャッチ22（1970年）
- 飼育の部屋（1972年）
- ニューヨーク←→パリ大冒険（1973年）
- 邪淫の館・獣人（1975年）